# Jermaine Bucknor
Jermaine Bucknor (* 1. November 1983 in Edmonton, Alberta) ist ein kanadischer Basketballtrainer und ehemaliger -spieler. Der ehemalige kanadische Nationalspieler spielte als Profi neben einem Jahr in Argentinien hauptsächlich in Frankreich und Deutschland. Mit der kanadischen Nationalmannschaft erreichte er den vierten Platz bei der Basketball-Amerikameisterschaft 2009 und nahm an der Basketball-Weltmeisterschaft 2010 in der Türkei teil. In der Basketball-Bundesliga 2012/13 spielte Bucknor für den deutschen Erstligisten TBB Trier. Nach der Insolvenz der TBB verließ er Trier und spielte ein Jahr für Belfius Mons-Hainaut in Belgien. Zu Beginn der Saison 2016/17 bestritt er sieben Spiele für Ciclista Olimpico de La Banda (Argentina-LigaA), um den Verein zum Jahresende 2016 wieder zu verlassen.

## Karriere

### Spieler
Nach dem Abschluss an der Ross Sheppard High School in seiner Geburtsstadt wechselte Bucknor 2002 in das Nachbarland Vereinigte Staaten zum Studium an die University of Richmond in der gleichnamigen Stadt im Bundesstaat Virginia. Dort spielte er für die Hochschulmannschaft Spiders in der Atlantic 10 Conference der National Collegiate Athletic Association (NCAA). Nach einer Erstrundenniederlage beim National Invitation Tournament 2003 war man 2004 für die landesweite Endrunde der NCAA qualifiziert, in der man in der ersten Runde den höher eingestuften Badgers der University of Wisconsin unterlag. Anschließend konnten sich die Spiders bis 2006 für keine „Postseason“-Wettbewerbe mehr qualifizieren. Bucknor hingegen stand 2005 im Kader der kanadischen Nationalmannschaft bei der Basketball-Amerikameisterschaft 2005, bei der die Kanadier jedoch nur den neunten Platz belegten und eine Qualifikation für die WM 2006 verpassten.
Nach dem Studienende 2006 begann Bucknor eine Karriere als Profi in der zweiten französischen Liga Pro B beim Traditionsverein Limoges CSP, der nach einer Insolvenz zwei Jahre zuvor wiedergegründet worden war. Bereits im Dezember 2006 trennte man sich wieder und Bucknor unterschrieb einen Vertrag beim polnischen Erstligisten Polpak aus Świecie in der Polska Liga Koszykówki. Zum Saisonende kehrte Bucknor nach Frankreich zurück und spielte für den Drittligisten ESSM aus Le Portel bei Boulogne-sur-Mer am Ärmelkanal, mit dem er den Aufstieg in die zweitklassige Pro B schaffte und für die er auch in der folgenden Spielzeit 2007/08 auflief, in der man den Klassenerhalt in der zweiten französischen Liga erreichte. In der europäischen Sommerpause 2008 spielte er in seiner Heimatstadt für den neu gegründeten Klub Edmonton Chill in der International Basketball League. Für die Spielzeit 2008/09 kehrte er erneut in die französische Pro B zurück und spielte in Clermont-Ferrand für den Erstliga-Absteiger Basket Auvergne, den er jedoch Ende Januar 2009 verließ und zum Ligakonkurrenten Maurienne Savoie Basket aus Aix-les-Bains wechselte.
Im Sommer 2009 spielte Bucknor mit der kanadischen Nationalmannschaft bei der Basketball-Amerikameisterschaft 2009 in Puerto Rico, wo man in der Viertelfinalrunde knapp den Einzug ins Halbfinale erreichte und damit die Qualifikation für die darauffolgenden Weltmeisterschaften. In der Finalrunde belegte man den vierten Platz nach einer Halbfinalniederlage gegen den späteren Titelgewinner Brasilien und einer Niederlage gegen Argentinien im Spiel um die Bronzemedaille. In der Spielzeit 2009/10 spielte Bucknor erneut für Basket Auvergne, das jedoch am Ende der Spielzeit die Play-offs um den Aufstieg in die höchste Spielklasse Pro A verpasste. Bei der Basketball-Weltmeisterschaft 2010 in der Türkei kassierte Bucknor mit der Nationalmannschaft nach einer Auftaktniederlage gegen Außenseiter Libanon jedoch in fünf Spielen nur Niederlagen und schied in der Vorrunde aus.
Zu Beginn der Bundesliga-Saison 2010/11 wurde Bucknor vom deutschen Vizemeister Skyliners Frankfurt auf befristeter Basis verpflichtet. Nach einer Knieblessur lief der Vertrag von Bucknor aus, bevor dieser nach Verletzungen weiterer Kollegen Ende November einen weiteren befristeten Vertrag bekam. Dieser endete Mitte Januar 2011 und wurde erneut nicht verlängert, so dass Bucknor sich in Argentinien einen neuen Verein suchte. Für Club Sportivo 9 de Julio de Río Tercero in der Provinz Córdoba spielte Bucknor die Spielzeit zu Ende, bevor er zur neuen Spielzeit 2011/12 zum Ligakonkurrenten Club Deportivo Libertad aus Sunchales in der benachbarten Provinz Santa Fe wechselte. Zum Jahresende 2011 verließ er jedoch den Verein und wechselte zum deutschen Erstligaaufsteiger s.Oliver Baskets aus Würzburg, die den Einzug in die Play-offs um die Meisterschaft erreichten. Hier schied man im Halbfinale gegen den späteren Vizemeister Ratiopharm Ulm aus.
Für die Spielzeit 2012/13 wurde Bucknor vom Würzburger Ligakonkurrenten TBB Trier unter Vertrag genommen, der seinen Probevertrag zu Saisonbeginn nach vier Wochen bis zum Ende der folgenden Spielzeit verlängerte. Nach der Insolvenz der TBB verließ er Trier und spielte ein Jahr für Belfius Mons-Hainaut in Belgien sowie zu Beginn der Saison 2016/17 für Ciclista Olimpico de La Banda in Argentinien. Am 27. Januar 2017 gaben die Gladiators Trier (2. Basketball-Bundesliga) bekannt, dass der ehemalige Kapitän der TBB Trier einen Vertrag bis zum Saisonende unterschrieben hat. Ein paar Tage später wurde bekannt, dass der überraschende Transfer letztlich auf die Initiative von vier Trierer Fans zurückging, die per Facebook bei Bucknor angefragt hatten, ob er nicht nach Trier zurückkommen wolle. Nach der überraschenden Rückkehr nach Trier bestritt er am 3. Februar 2017 gegen die Niners Chemnitz sein erstes Spiel für die Mannschaft. Im Juni 2021 gab Bucknor das Ende seiner Laufbahn als Berufsbasketballspieler bekannt. Wegen Kniebeschwerden und einer Hüftverletzung hatte er zuvor in der Saison 2020/21 nur ein Spiel bestritten. Bucknor kündigte an, ins Trainergeschäft zu wechseln. Da ihm Trier keine Trainerstelle bieten konnte, trat er bei dem Zweitligisten zunächst eine zweimonatige Hospitation an. Im Juli 2021 erwarb er den B-Trainerschein des Deutschen Basketball Bunds.

### Trainer
Anfang 2022 wurde er Co-Trainer bei den Gladiators Trier und Anfang März 2023 bei dem Zweitligisten Cheftrainer anstelle des entlassenen Pascal Heinrichs. Bucknor blieb bis zum Ende der Saison 2022/23 im Amt. Er wechselte 2023 zu den Boston Celtics in die nordamerikanische NBA und wurde dort als einer von mehreren Trainern für die Weiterentwicklung der Spieler zuständig. In diesem Amt trug Bucknor im Spieljahr 2023/24 zum Gewinn des NBA-Meistertitels bei. Anschließend endete seine Tätigkeit in Boston, Bucknor wechselte innerhalb der NBA zu den Charlotte Hornets.